# Dimorphanthera meliphagidum
Dimorphanthera meliphagidum là một loài thực vật có hoa trong họ Thạch nam. Loài này được (Becc.) F.Muell. ex J.J.Sm. mô tả khoa học đầu tiên năm 1914.